# 大相撲令和7年5月場所
大相撲令和7年5月場所（おおずもうれいわ7ねん5がつばしょ）は、2025年（令和7年）5月11日から5月25日までの15日間、東京都墨田区の国技館（両国国技館）で開催された大相撲の本場所である。

## 番付・星取表
※赤文字は優勝力士の成績。

### 幕内
| 東方   | 東方      | 東方     | 番付   | 西方     | 西方    | 西方          |
| 備考   | 成績      | 力士名   | 番付   | 力士名   | 成績    | 備考          |
| ------ | --------- | -------- | ------ | -------- | ------- | ------------- |
|        | 12勝3敗   | 豊昇龍   | 横綱   |          |         |               |
| 優勝   | 14勝1敗   | 大の里   | 大関   | 琴櫻     | 8勝7敗  |               |
|        | 10勝5敗   | 大栄翔   | 関脇   | 霧島     | 11勝4敗 | 再関脇 技能賞 |
| 再小結 | 6勝9敗    | 髙安     | 小結   | 若隆景   | 12勝3敗 | 再小結 技能賞 |
|        | 7勝8敗    | 若元春   | 前頭1  | 王鵬     | 7勝8敗  |               |
|        | 7勝8敗    | 阿炎     | 前頭2  | 豪ノ山   | 4勝11敗 |               |
|        | 6勝9敗    | 玉鷲     | 前頭3  | 平戸海   | 6勝9敗  |               |
|        | 6勝9敗    | 尊富士   | 前頭4  | 一山本   | 5勝10敗 |               |
|        | 5勝10敗   | 宇良     | 前頭5  | 千代翔馬 | 4勝11敗 |               |
|        | 10勝5敗   | 欧勝馬   | 前頭6  | 翔猿     | 7勝8敗  |               |
|        | 8勝7敗    | 伯桜鵬   | 前頭7  | 美ノ海   | 4勝11敗 |               |
|        | 10勝5敗   | 阿武剋   | 前頭8  | 金峰山   | 10勝5敗 |               |
| 敢闘賞 | 11勝4敗   | 安青錦   | 前頭9  | 翠富士   | 6勝9敗  |               |
|        | 9勝6敗    | 明生     | 前頭10 | 正代     | 6勝9敗  |               |
|        | 9勝6敗    | 遠藤     | 前頭11 | 獅司     | 4勝11敗 |               |
|        | 8勝7敗    | 熱海富士 | 前頭12 | 隆の勝   | 8勝7敗  |               |
|        | 8勝7敗    | 時疾風   | 前頭13 | 佐田の海 | 10勝5敗 | 敢闘賞        |
|        | 6勝4敗5休 | 琴勝峰   | 前頭14 | 狼雅     | 9勝6敗  | 再入幕        |
|        | 5勝10敗   | 竜電     | 前頭15 | 湘南乃海 | 5勝10敗 |               |
| 新入幕 | 7勝8敗    | 嘉陽     | 前頭16 | 錦木     | 6勝9敗  |               |
| 再入幕 | 4勝11敗   | 玉正鳳   | 前頭17 | 朝紅龍   | 10勝5敗 |               |
| 新入幕 | 4勝11敗   | 栃大海   | 前頭18 |          |         |               |

### 十両
| 東方   | 東方      | 東方     | 番付   | 西方   | 西方       | 西方   |
| 備考   | 成績      | 力士名   | 番付   | 力士名 | 成績       | 備考   |
| ------ | --------- | -------- | ------ | ------ | ---------- | ------ |
|        | 8勝7敗    | 御嶽海   | 十両1  | 草野   | 13勝2敗    |        |
|        | 9勝6敗    | 英乃海   | 十両2  | 藤青雲 | 4勝11敗    |        |
|        | 5勝10敗   | 宝富士   | 十両3  | 白熊   | 6勝9敗     |        |
|        | 6勝9敗    | 白鷹山   | 十両4  | 輝     | 6勝9敗     |        |
|        | 5勝10敗   | 錦富士   | 十両5  | 若碇   | 12勝3敗    |        |
|        | 7勝8敗    | 日翔志   | 十両6  | 大青山 | 7勝8敗     |        |
|        | 10勝5敗   | 友風     | 十両7  | 琴栄峰 | 11勝4敗    |        |
|        | 5勝10敗   | 志摩ノ海 | 十両8  | 紫雷   | 6勝9敗     |        |
|        | 10勝5敗   | 欧勝海   | 十両9  | 剣翔   | 7勝8敗     |        |
|        | 9勝6敗    | 東白龍   | 十両10 | 羽出山 | 6勝9敗     |        |
|        | 9勝6敗    | 風賢央   | 十両11 | 若ノ勝 | 1勝2敗12休 |        |
|        | 8勝7敗    | 水戸龍   | 十両12 | 生田目 | 8勝7敗     |        |
| 新十両 | 6勝9敗    | 宮乃風   | 十両13 | 大奄美 | 7勝8敗     | 再十両 |
| 新十両 | 8勝5敗2休 | 三田     | 十両14 | 夢道鵬 | 5勝10敗    | 新十両 |

## 優勝争い
7日目を終え、全勝は綱取りの大関・大の里と、平幕・伯桜鵬。
中日、伯桜鵬は明生と対戦、土俵際の明生の捨て身の小手投げに敗れ、1敗となった。大の里は平戸海を危なげなく破り、自身2度目、大関になってからは初の中日勝ち越しを果たした。
中日終了時点で、全勝は大の里。1敗で小結・若隆景、平幕・伯桜鵬、安青錦、2敗で横綱・豊昇龍、関脇・大栄翔、平幕で金峰山、狼雅、朝紅龍が追う形となった。
10日目には、1敗力士も不在となり、大の里が無敗で後続と2差をつける展開となった。
11日目、大の里は２敗の小結・若隆景と対戦、若隆景がもろ差しとなり、一気に土俵際まで攻め立てるも、上手を取った大の里が体を入れ替え、寄り倒しで勝利した。2敗の伯桜鵬、安青錦はそれぞれ、豊昇龍、琴櫻を攻め立てるも、あえなく敗れた。これにより、全勝・大の里を追う2敗力士は豊昇龍のみとなった。
12日目、大の里は伯桜鵬を叩き込みで破り、全勝を守る。豊昇龍は関脇・霧島に上手をとられ、そのまま上手投げで敗れた。これにより、2敗力士は不在となった。
13日目、大の里は大関・琴櫻と対戦、琴櫻の喉輪をはねのけ、一気の寄り切りで勝利。幕内優勝を決めた。
大の里は、千秋楽、豊昇龍に挑む。立ち合いから両手突きで押し込むも、上手をとられ捻り倒された。大の里は、全勝ならず14勝1敗となった。

## 備考
- 前場所優勝の大関大の里は、この場所が綱取りのかかる場所だった[1]。
  - その大の里は、初日からの13連勝を果たし、13日目に幕内最高優勝を決めた。13日目での優勝決定は2015年1月場所の白鵬以来のことである。大関の13日目優勝決定は、2012年1月場所の把瑠都以来、日本出身力士となると、1996年9月場所の貴乃花以来である。
  - 大の里は、2021年9月場所・2021年11月場所の照ノ富士以来となる連覇を達成した。
  - 大の里は場所後の5月28日に第75代横綱に昇進した[2]。初土俵から所要13場所での昇進は、横綱が番付上の地位として明文化された明治42年以降で最速[3]。
- 4月14日に序二段若戸桜（式秀部屋）が外陰部壊死性筋膜炎のため死去した。番付発表前ではあったが、番付編成会議後の死去であったため、この場所の番付には東序二段72枚目に名前が残った[4]。
- 7月場所直前の7月5日限りで9代伊勢ヶ濱（元横綱・旭富士、1960年7月6日生まれ）が停年（定年）を迎えるため、伊勢ヶ濱部屋の所属力士はこの場所が9代伊勢ヶ濱の弟子として臨む最後の本場所になった[5]。
- この場所5日目の5月15日に、元小結で西幕下3枚目の北勝富士が現役を引退し、年寄「大山」を襲名した[6]。
- 三賞は、殊勲賞は該当者なし。技能賞は、三役で2桁勝利をあげた霧島と若隆景が受賞。敢闘賞は、10勝をあげた佐田の海が無条件受賞。佐田の海は38歳0か月14日での三賞受賞となり、これは歴代4位の年長記録である。安青錦と朝紅龍の2人も千秋楽勝利を条件に敢闘賞対象となった。安青錦は勝利して2場所連続の敢闘賞受賞を決めたが、朝紅龍は敗れて受賞を逃した。
- 休場明けの横綱・豊昇龍は3、4日目に連敗となり、危ぶまれるも、その後は白星を伸ばした。12日目に霧島に敗れたこともあり、大の里の独走を許すも、千秋楽には上手捻りで大の里の全勝優勝を阻み、12勝3敗で場所を終えた。
- 十両は、12日目を終え、草野が2敗でトップ。3敗で若碇、東白龍が追う展開であった。13日目には3敗同士の対決が組まれ、若碇が勝利。14日目には、草野は東白龍を破り、2敗で単独トップ、3敗の若碇が追走した。千秋楽、若碇は勝利し、3敗をキープするも、草野が剣翔を破り、十両優勝を決定した。
- 幕内優勝、十両優勝は先場所と同様の、大の里、草野であった。幕内・十両において共に2場所連続優勝者が同じというのは、2014年7月場所・2014年9月場所での白鵬、栃ノ心以来のことである。
- 場所後の5月28日の番付編成会議で、最高位幕下以下の9人の引退が発表された。その中には両者とも48歳の聡ノ富士と澤勇も含まれており、後者は現役最古参の力士であった。場所前（番付発表前）に死去した若戸桜と、場所中に引退した元関取の北勝富士も含めると、序ノ口で全休して番付外に陥落する力士を除いて11人の力士が番付から消えることになる。